# Лонгоне-Коломбаја (Парма)
Лонгоне-Коломбаја је насеље у Италији у округу Парма, региону Емилија-Ромања.
Према процени из 2011. у насељу је живело 113 становника. Насеље се налази на надморској висини од 114 м.